# Körmendi kistérség

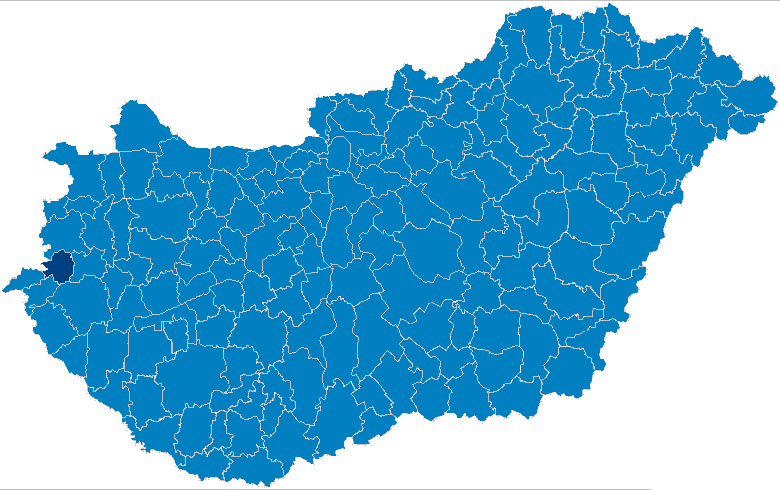
A Körmendi kistérség

A Körmendi kistérség egy kistérség volt Vas megyében, központja Körmend volt. 2014-ben az összes többi kistérséggel együtt megszűnt.

## Települései
| Csákánydoroszló  | Daraboshegy    | Döbörhegy    | Döröske      | Egyházashollós |
| Egyházasrádóc    | Halastó        | Halogy       | Harasztifalu | Hegyháthodász  |
| Hegyhátsál       | Katafa         | Kemestaródfa | Körmend      | Magyarnádalja  |
| Magyarszecsőd    | Molnaszecsőd   | Nádasd       | Nagykölked   | Nagymizdó      |
| Nemesrempehollós | Pinkamindszent | Rádóckölked  | Szarvaskend  | Vasalja        |

## Sport
- Női Kézilabda Klub Körmend Archiválva 2006. február 10-i dátummal a Wayback Machine-ben
- Férfi Kosárlabda Klub Körmend